# Arrondissement Espalion
Espalion is een voormalig arrondissement in het departement Aveyron in de Franse regio Occitanie. Het arrondissement werd op 17 februari 1800 gevormd en op 10 september 1926 opgeheven. De negen kantons werden bij de opheffing toegevoegd aan het arrondissement Rodez.

## Kantons
Het arrondissement was samengesteld uit de volgende kantons:
- kanton Entraygues-sur-Truyère
- kanton Espalion
- kanton Estaing
- kanton Laguiole
- kanton Mur-de-Barrez
- kanton Saint-Amans-des-Cots
- kanton Saint-Chély-d'Aubrac
- kanton Sainte-Geneviève-sur-Argence
- kanton Saint-Geniez-d'Olt